# Martynowka (obwód kurski)
Martynowka (ros. Мартыновка) – wieś (ros. село, trb. sieło) w zachodniej Rosji, centrum administracyjne sielsowietu martynowskiego w rejonie sudżańskim obwodu kurskiego.

## Geografia
Miejscowość położona jest nad rzeką Smierdica (dopływ Sudży), 15 km od granicy z Ukrainą, 9 km od centrum administracyjnego rejonu (Sudża), 79,5 km od Kurska.
W granicach miejscowości znajdują się ulice: Centr, Chutoriec, Bliżniaja Somowka, Budy, Dalniaja Somowka, Mołodiożnaja, Pieriegonowka, Sieło, Waśkowa Gora, Wygon, zaułek Zadnij, Zielonaja.

## Demografia
W 2010 r. miejscowość zamieszkiwało 687 osób.